# Remigio Morales Bermúdez
Remigio Morales Bermúdez (Pica Iquique, 30 settembre 1836 – Lima, 1º aprile 1894) è stato un politico peruviano.
È stato Presidente del Perù dal 10 agosto 1890 al 1º aprile 1894.